# 廣德公主 (唐朝)
廣德公主（9世纪？—880年），唐朝公主，是中国唐朝第十六代皇帝唐宣宗李忱的第四女，母元昭皇后晁氏，與唐懿宗李漼同母。
会昌六年（846年）五月廿三日，她获封号廣德公主。大中十二年（858年）正月，唐宣宗把广德公主嫁给了琮。广德公主贤淑能干，称为贤妇。唐懿宗时，于琮被韦保衡构陷，贬为韶州刺史。廣德公主随行，一路防止于琮被害。有宦官送来毒酒，广德公主大骂宦官，泼掉毒酒。后来，于琮回京，授太子少傅，拜右仆射。
广德公主還同意于琮找了一个名叫俞洛真的妓女为妾，于琮纳了俞洛真之后一个多月，不务正业。广德公主得知，赐俞洛真数百金，打发她走了。880年(880年沒有十二月庚子，應為881年1月24日)，黄巢攻进长安，要于琮出来当宰相。于琮推辞，称自己是唐室大臣，不会去辅佐黄氏贼寇。十二月庚子，于琮被害，公主哭泣道：“今日谊不独存，贼宜杀我！”黄巢赦免广德公主，可广德公主不愿独活，悬梁自尽。